# کاسانو والوویا
کاسانو والوویا (به ایتالیایی: Cassano Valcuvia) یک کومونه در ایتالیا است که در استان وارزه واقع شده‌است.

## خصوصیات
کاسانو والوویا ۴٫۱ کیلومترمربع مساحت و ۵۷۵ نفر جمعیت دارد.